# Eurema nicevillei
Eurema nicevillei är en fjärilsart som först beskrevs av Butler 1898.  Eurema nicevillei ingår i släktet Eurema och familjen vitfjärilar. Inga underarter finns listade i Catalogue of Life.

## Bildgalleri

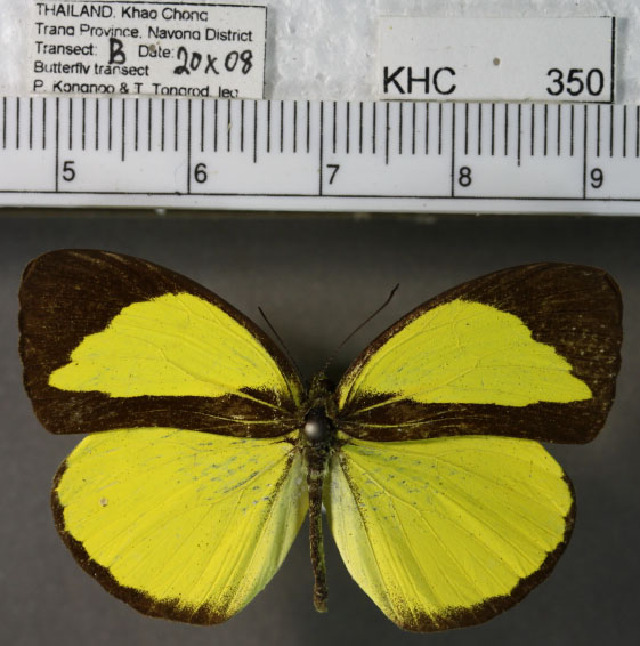
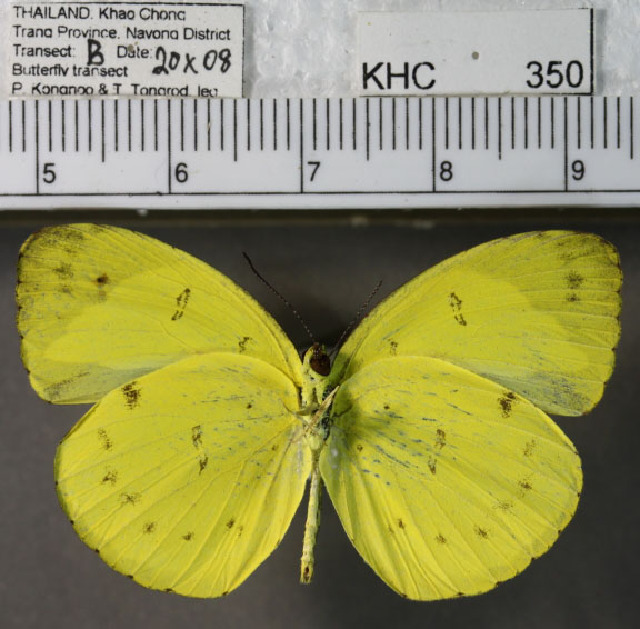